# Toro (cratère martien)
Pour les articles homonymes, voir Toro.

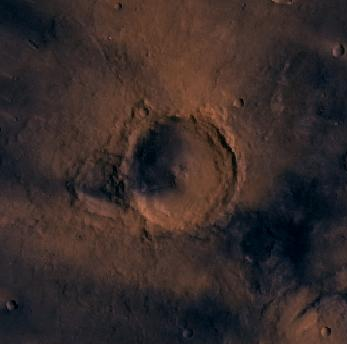
Le cratère Toro en 1998.

Toro est un cratère d'impact de 42 km de diamètre situé sur Mars dans le quadrangle de Syrtis Major par 16,8° N et 71,7° E, au pied de Syrtis Major Planum vers Isidis Planitia.